# Gilbert d'Aissailly
Gilbert d'Aissailly, mort le 19 septembre 1183 au large de Dieppe, est le 5e supérieur de L'Hospital de l'ordre de Saint-Jean de Jérusalem. Il succéda dans les derniers mois de l'année 1162, non à Arnaud de Comps (supérieur imaginaire), mais à Auger de Balben et resta en son magistère jusqu'en 1170.

## Biographie
Il était absolument inconnu avant son élévation à la suprême magistrature de l'Ordre. On sait seulement qu'il était déjà vieux quand celle-ci lui fut conféré, et que la désinence de son nom permet de supposer qu'il était d'origine française mais il est aussi considéré comme étant chevalier de la langue d'Angleterre. C'est avec lui que l'Ordre devient véritablement militaire, ce qu'il indique dans une lettre adressée à l'archevêque de Trani.
Un acte non daté nous apprend aussi que le patriarche de Jérusalem Amaury de Nesle sollicite les secours des occidentaux en faveur de la Terre Sainte et recommande aux prélats et aux princes d’accueillir avec bienveillance le grand maître. Or, par le biais d'un important acte de donation en faveur de l'Ordre, nous savons que celui-ci est au Puy le 15 août 1166 en présence notamment du comte de Toulouse Raymond V et qu'à cette date, il a donc bien effectué ce voyage.
Il se démit de son magistère en 1170 mais avant de se retirer, il fit élire dans les formes statuaires son successeur. Le choix des électeurs se porta sur le trésorier de l'ordre, Caste de Murols, et désigna en même temps un grand commandeur.
Tout devait alors rentrer dans l'ordre mais l'ancien grand précepteur Pons Blan ne l'entendit pas de cette oreille. Lui et ses partisans étaient persuadés qu'un grand maître ne pouvait résigner son office sans l'autorisation du Saint-Siège, ils en appelèrent au souverain pontife et refusèrent d'obéir à Caste. Pons Blan se prépara à porter lui-même l'affaire à Rome, mais avant son départ il dut conformément aux statuts résigner entre les mains du nouveau grand précepteur, ses équipages et ses harnais ; celui-ci lui fit alors défense de se présenter devant le Pape. Il semble bien que l'hostilité de Pons-Blan cachait une ambition personnelle déçue, puisqu'il avait perdu, coup sur coup, la tête de l'ordre et son statut de grand précepteur.
Accusé d'avoir ruiné l'Ordre et négligé sa vocation caritative, il démissionne, puis revient sur sa décision mais refuse les conditions que le Couvent lui imposait. Gilbert d'Aissailly, en se retirant en Angleterre, le bateau qui le conduisait, sombre au large de Dieppe et il mourut noyé le 19 septembre 1183.
L'Ordre a quand même acquis pendant son magistère des territoires dans le comté de Tripoli et la principauté d'Antioche. Deux actes de donation retiennent l'attention, le premier de janvier 1168 de la part de Bohémond III d'Antioche et le deuxième de 1170 de la part d'Amaury Ier de Jérusalem pendant la captivité de Raymond III de Tripoli. Ce qui est intéressant, par le fait qu'ils mettent en évidence un transfert des droits des princes au profit des Hospitaliers et leur reconnait des privilèges militaires supérieurs au droit commun donnant à ceux-ci une quasi-souveraineté.

## Campagnes contre l’Égypte
C'est sous son magistère, qu'il incite Amaury Ier, roi de Jérusalem, à déclarer la guerre à l'Égypte dans l'espoir d'obtenir des territoires.
Le 10 août 1164, les chevaliers francs accompagnés de contingents important de Templiers et d'Hospitaliers subirent avec Bohémond III d'Antioche, de Raymond III de Tripoli, du comte Josselin III d'Édesse, de Hugues de Lusignan et de Constantin Calaman, duc grec de Mamistra, une défaite à Harran devant Nur ad-Din. Ce dernier poussa son avantage par la prise de Banias, le 18 octobre 1164, clef du passage entre Tyr et Damas et consenti à un traité sur la base d'un partage pour moitié avec les troupes chrétiennes du territoire de Tibériade.
En 1167, Shirkuh, gouverneur de l’Égypte déchu par l'usurpateur Shawar, reçoit l'autorisation de Nur ad-Din de reconquérir l’Égypte. Il rassemble une armée en Syrie et vient dresser son camp à Gizeh face au Caire. Amaury informé, voulu coupé la route de Shirkuh, mais arrivé trop tard, se replie sur Ascalon pour compléter son armée, peut-être, avec les Hospitaliers. Le 30 janvier 1167, il se dirige sur Bilbéis par Gaza et El-Arich. Shawar, sentant le danger, s'allie avec Amaury et les troupes chrétienne entre dans Le Caire. Le 18 mars, ils sont battus à El Babeïn et retourne au Caire puis assiège Alexandrie. Après 75 jours de siège Shirkuh fait des propositions de paix. Il laisse le terrain à Shawar, rentre en Syrie avec son armée et pour les Chrétiens promis par Shawar, une indemnité pécuniaire importante, le promesse d'un tribut annuel de 100 000 pièces d'or, l'autorisation de laisser des troupes en garnison avec un consul au Caire. Amaury rentre à Ascalon le 20 août 1167. La participation des Hospitaliers est discutée car un document non daté signale le départ outre-mer de Gilbert d'Aissailly, mais cela voulait-il dire en Égypte ou en Occident, nul ne le sait et nous ne possédons aucune preuve de sa présence en Occident.
Le 11 octobre 1168, Bernard d'Aissailly toujours convaincu que la conquête de l’Égypte serai une bonne chose, fournit cinq cents chevaliers et cinq cents turcopoles. En échange il demande à posséder Bilbéis et au nord, entre la Syrie et la mer, un vaste territoire assurant des revenus de 100 000 besants plus un rente annuel de 50 000 besants gagée sur 10 localités, Le Caire, Tanis, Damiette, l'île de Djezireh Azgeheb, Alexandrie, When, Fouah et en haute Égypte, Qous, Assouan et Ahidep. Le butin fait sous leurs couleurs leur revenait et le partage suivant les règles de la guerre pour toutes les autres prises de guerre. Amaury à la tête de ses troupes se met en marche à la fin octobre, sans attendre les renforts promis par l'empereur Manuel. Le 4 novembre, il s'empare de Bilbéis et le 13 novembre il est devant Le Caire. Les Égyptiens sont bien décidés à se défendre ; Nur ad-Din, Shirkuh et Shawar ont fait alliance. La flotte d'Amaury après avoir pris Tanis ne peut remonter le Nil et reçut l'ordre de se retirer. Amaury traite avec Shawar son retrait : un million de besants mais l'approche de Shirkuh l'oblige à baisser ses exigences et renoncer à la moitié du tribut. Le 2 janvier 1169, les troupes de Jérusalem se retirent de devant Le Caire.
Amaury décide d'envoyer en Occident une ambassade composée de l'archevêque de Tyr, l'évêque de Valénie et du grand commandeur de l'Hôpital, Guy de Mauny, pour demander de l'aide. En juillet 1169, elle est à la cour pontificale, en septembre et novembre, à la cour du roi de France et ensuite à la cour d'Angleterre. Après deux ans d'absence, l'ambassade rentre à Jérusalem sans gage et sans l'évêque de Valénie décédé à Rome le 12 octobre 1169.
À l'automne 1169, Amaury, avec l'aide de l'empereur Manuel et des Hospitaliers, entame sa 4e campagne contre l’Égypte. Là encore un traité financier est fait avec les Hospitaliers, le 20 août 1169. Ce traité se veut plus réaliste et ne vend pas la peau de l'ours avant de l'avoir tué. Amaury promet Bilbéis et le territoire adjacent mais aussi 150 000 besants, cette augmentation de la rente devant compenser celle gagée sur les villes d’Égypte. L'objectif est Damiette, les flottes grecques et franques mettent le siège par mer et par terre fin octobre. Mais l'expédition échoue une fois de plus, et regagne Tyr le 7 décembre 1169.

## Sources bibliographiques
- Alain Beltjens, article « Gilbert d'Assailly » in Nicole Bériou (dir. et rédacteur), Philippe Josserand (dir.) et al. (préf. Anthony Luttrel & Alain Demurger), Prier et combattre : Dictionnaire européen des ordres militaires au Moyen Âge, Fayard, 2009, 1029 p. (ISBN 978-2-2136-2720-5, présentation en ligne)
- Félix Buffière, Ce tant rude Gévaudan, t. 1, Mende, Société des Lettres, Sciences et Arts de la Lozère, 1985, 955 p.
- Joseph Delaville Le Roulx, Les Hospitaliers en Terre Sainte et à Chypre (1100-1310), Paris, Ernest Leroux, 1904, XIII-440 p. (lire en ligne)
- Bertrand Galimard Flavigny, Histoire de l'ordre de Malte, Paris, Perrin, 2006